# Brachypteracias langrandi
Brachypteracias langrandi — викопний вид сиворакшоподібних птахів родини підкіпкових (Brachypteraciidae), що існував у ранньому голоцені (12-2 тис років тому) на Мадагаскарі.

## Скам'янілості
Рештки правої плечової кістки птаха виявлені на південному заході Мадагаскару. На основі решток у 2000 році описано нових вид птахів. Вид названо на честь французького орнітолога Олів'є Лагранда (нар. 1961), який працював на Мадагаскарі. Вважається, що птах вимер через те, що клімат у цій частині став посушливіший і тут зникли дощові ліси.